# Cantone di Aveyron-Lère
Il Cantone di Aveyron-Lère è una divisione amministrativa dell'arrondissement di Montauban.
È stato istituito a seguito della riforma dei cantoni del 2014, che è entrata in vigore con le elezioni dipartimentali del 2015.

## Composizione
Comprende i comuni di:
- Bioule
- Caussade
- Montricoux
- Nègrepelisse
- Saint-Étienne-de-Tulmont
- Vaïssac